# Мадани, Ахмад
Ахмад Мадани (перс.  احمد مدنی‎; 11 февраля 1928, Сирджан, Керман — 12 февраля 2006, Денвер) — иранский политический, государственный и военный деятель. Контр-адмирал.
Первый министр обороны Исламской Республики Иран после Исламской революции.

## Биография
С 1950 г. служил в ВМС Ирана. Военное образование получил в Великобритании.
Командовал военно-морской базой в Бендер-Аббасе в Персидском заливе.
В последний период правления шаха Мадани в чине Коммодора был командующим иранским Военно-морскими силами, но он был снят с должности и отправлен в отставку из-за антишахских политических взглядов и критику коррупции во флоте.
Позже получил степень кандидата юридических наук, до Исламской революции работал преподавателем политологии и экономики в университетах Кермана и Казвина в Иране.
После Исламской революции с 22 февраля 1979 года по 2 марта 1979 года был первым министром обороны Исламской Республики Иран.
Активный член Национального фронта Ирана (Jebhey-e Meli) до и после революции. Депутат парламента Ирана — Исламского консультативного совета.
Затем получил назначение на пост губернатора остана Хузестан (22 сентября 1979 года — 2 января 1980 года). Во время правления предпринял энергичные меры по прекращению сепаратистских настроений и продолжительных кризисов власти в Хузестане.
В январе 1980 года был кандидатом на первых президентских выборах в Иране, но проиграл Абольхасану Банисадру. В том же году покинул Иран и выехал на жительство в США.